# 레일리와 메즈눈
레일리와 메즈눈(لیلی و مجنون)은 니자미 간자비 의 3번째 고전시이다. 페르시아어로 쓴 애정 서사시이다. 영웅 서사시가 주류를 이루던 시기, 아름다운 애정 서사시의 가치를 드높인 이 작품은 괴테를 비롯한 세계 각국의 여러 작가들에게 영감과 자취를 남겼다. 라민 아바소프와 김성룡 교수의 원문에 충실하면서도 읽기 쉬운 번역과 낯선 중동 문화에 대한 상세한 주석, 해설이 독자들을 신비하고도 아름다운 사랑의 세계로 이끈다.
《레일리와 메즈눈》은 반목하는 가문 때문에 서로 맺어지지 못하고 비극적인 운명을 맞는 게이스와 레일리라는 두 연인에 대해 노래한다. ‘메즈눈’은 ‘미친 사람’이라는 뜻으로, 레일리에 대한 사랑으로 미쳐 버린 게이스의 별명이다. 다른 부족 족장의 딸을 사랑하는 것은 피할 수 없는 운명의 힘이다. 하지만 그 어려움을 무릅쓰고 개인의 사랑을 관철하고자 하는 것은 사람의 힘이다. 니자미는 사랑이야말로 인간 본성이며 운명에 도전하는 힘이라는 것을 보여 주고자 했다.
레일리는 부유한 족장의 딸로 게이스를 사랑하게 되지만, 이슬람의 계율과 율법이 지배하던 당시 중동에서 여성은 ‘교환 가능한’ 재산일 뿐, 여성의 감정이나 자유는 허용되지 않았다. 레일리의 사랑은 용납되지 않지만, 그녀는 결혼을 강제당해서도 자신의 사랑을 포기하기를 거부한다. 가문과 남편의 단순한 소유물이 아니라 한 인간으로서 개성과 사랑을 꿋꿋이 지켜 나가며 운명에 저항하는 레일리는 당시로서는 놀라운 여성형이라 할 수 있다. 니자미는 그녀를 통해 인간의 마음이 갈망하는 순수함, 무조건적인 사랑을 노래했다. 특히 여성의 아름다움과 지혜를 찬미하는 한편, 봉건 사회의 질곡으로부터 여성의 해방과 자연권을 주장했다.